# Aloïse Corbaz
Pour les articles homonymes, voir Aloïse (homonymie).
Aloïse Corbaz, plus connue sous son prénom Aloïse, née à Lausanne le 28 juin 1886 et morte à Gimel le 5 avril 1964, est une artiste suisse, figure emblématique de l'Art brut.

## Biographie
Septième enfant d'un employé des postes, Aloïse Blanche Corbaz naît en 1886 à Lausanne,,, dans une famille modeste, peu cultivée et marquée par l'alcoolisme. Petite, son rêve est de devenir cantatrice. Elle perd sa mère, d'origine paysanne, à 11 ans. À 18 ans, après avoir obtenu un diplôme de culture générale à l'école secondaire et suivi des cours de chant, elle s'inscrit à l'école professionnelle de couture de Lausanne. Elle exerce un temps comme surveillante dans divers pensionnats lausannois. Elle tombe ensuite follement amoureuse d'un prêtre français défroqué et doit le quitter en 1911, selon sa nièce, sous les menaces de sa sœur aînée qui l'envoie en Allemagne pour mettre fin au scandale. Là, elle travaille comme gouvernante d'enfants une quinzaine de jours chez une famille noble de Leipzig, quelques mois à Berlin, puis environ dix-huit mois à Potsdam. D'après ses écrits, Aloïse y rencontre le chapelain de l'empereur Guillaume II, le pasteur Hennike, qui l'engage comme gouvernante de ses filles à la cour. Elle est libre de se promener dans le parc de Sans-Souci et chante Haendel à la chapelle. Comme l'attestent des lettres ultérieures, elle tombe amoureuse de l'empereur : « Que ne puis-je retremper mon âme en feu dans les yeux de firmament constellé d'étoiles d'un homme inaccessible que j'aime éperdument. ». Aloïse rentre en Suisse avant la Première Guerre mondiale. Elle manifeste alors des sentiments religieux, pacifistes et humanitaires et, en 1918, est hospitalisée pour des troubles mentaux (schizophrénie) à l'asile de Cery de Prilly. Dans une lettre à son père, elle exprime son profond désarroi. Dès 1920, elle est définitivement internée à l'asile de la Rosière à Gimel où elle offre ses services pour repasser et raccommoder les tabliers des infirmières. Elle commence à écrire et à dessiner sur sa table de repassage dès les années 1920, au départ avec des moyens de fortune, puis avec du matériel fourni par certains médecins et infirmières. Elle continue de créer jusqu'à sa mort. Elle meurt le 5 avril 1964, à 77 ans.

## Œuvre
Les œuvres d'Aloïse Corbaz sont préservées grâce à l'intérêt que leur porte le professeur Hans Steck, psychiatre à Cery dès 1920 et directeur de l'hôpital à partir de 1936, et Jacqueline Porret-Forel, médecin généraliste qui rend visite régulièrement à Aloïse dès 1941. Jacqueline Porret-Forel est l'auteur d'une thèse,, de plusieurs articles et monographies sur l’œuvre d'Aloïse. En 1947, alerté par Jacqueline Porret-Forel, Jean Dubuffet rencontre l'artiste et l'intègre à ses collections d'Art brut. Elle en devient une figure majeure et son œuvre acquiert avec le temps une renommée internationale.
Aloïse Corbaz réalise des œuvres de formes et de dimensions variées (dessins et peintures isolés, cahiers, rouleaux de plusieurs mètres). Souvent, elle coud plusieurs feuilles de papier d'emballage entre elles pour obtenir de plus grands formats. Elle utilise la mine de plomb, des crayons de couleur et des craies grasses et couvre volontiers tout l'espace disponible, sur les deux faces de ses supports. Ponctuellement, elle peint à la gouache et, à la fin de sa vie, se sert de stylos feutres. Certaines œuvres comportent de petits papiers cousus ou collés à la surface dessinée. Il s'agit d'illustrations provenant de journaux, de magazines ou de cartes postales, etc. En écho au dessin, elle parsème ses œuvres de nombreux mots et de phrases.
Les thèmes que l'on retrouve régulièrement dans son œuvre sont le couple amoureux, le théâtre, l'opéra, ou encore l'Adoration des mages. Beaucoup de scènes se déroulent sur fond de fêtes de Pâques ou de Noël. Elle représente des personnages historiques ou de fiction, la plupart avec des yeux bleus sans prunelle très caractéristiques. Nombreux sont les symboles et les messages contenus dans son œuvre. Celui-ci a constitué pour elle une véritable renaissance.
Une partie de ses œuvres est aujourd'hui conservée à la Collection de l'art brut à Lausanne et au Kunstmuseum (Musée de Beaux Arts) de Soleure, ainsi qu'au LaM de Villeneuve-d'Ascq.
Après l'Exposition Internationale d'art psychopathologique en 1950 au Centre hospitalier Sainte-Anne, le professeur Hans Steck donna quelques œuvres d'Aloïse Corbaz au département d'art psychopathologique dirigé alors par Robert Volmat, à la CMME du Centre hospitalier Sainte-Anne.
En été 2012, à l'occasion de la parution en ligne du catalogue raisonné de son œuvre, la ville de Lausanne organise une double rétrospective intitulée Aloïse. Le ricochet solaire présentée conjointement par le Musée cantonal des Beaux-Arts de Lausanne et la Collection de l'art brut. C'est l'événement le plus important jamais consacré à cette artiste réunissant près de trois cents pièces,.
En 2022, Aloïse Corbaz donne son nom à la nouvelle Place du quartier Vinet-Beaulieu, anciennement placette Pré-du-Marché, à Lausanne.
Les œuvres d'Aloïse se trouvent dans de nombreuses collections publiques, le musée cantonal des beaux-arts de Lausanne, la collection de l'art brut à Lausanne, le musée de Soleure, le Centre Pompidou, le LaM - Lille Métropole Musée d'Art moderne, d'Art contemporain et d'Art brut Villeneuve d'Ascq, le Musée d'Art et d'Histoire de l'hôpital Sainte-Anne, La Fabuloserie à Dicy et le Folk Art Museum de New York.

## Expositions personnelles
- 2009 : « Aloïse », Watari Museum of Contemporary Art, Tokyo[17],[18]
- 2012 : « Aloïse, Le ricochet sauvage », Musée cantonal des beaux-arts de Lausanne[19],[20]
- 2012 : « Aloïse », Galerie du Marché, Lausanne[21],[22],[23]
- 2015 : « Aloïse Corbaz en constellation », LaM (Lille Métropole Musée d'art moderne, d'art contemporain et d'art brut), Villeneuve d'Ascq[24],[25],[26]
- 2021 : « Aloïse Corbaz, la folie papivore », Musée cantonal des beaux-arts de Lausanne[27],[28]

## Expositions collectives
- 1967 : « L'art brut : sélection des collections de la Compagnie de l'Art Brut », Musée des arts décoratifs, Paris[29],[30]
- 1992 : « Parallel Visions », Los Angeles County Museum of Arts, Los Angeles[31],[32]
- 1998 : « Private Worlds. Classic Outsider Art from Europe », Katonah Museum of Art, Katonah NY[33],[34]
- 2001:  "Solitärer. Sarlingskonst fran Samling Eternod - Mermod," Waldemarsudde Museum,Stockholm, 2001. (catalogue)[35]
- 2013 "Raw vision, 25 ans d'art brut, Halle Saint-Pierre, Paris[36],[37],
- 2019 : « Flying High, Künstlerinnen der Art Brut », Bank Austria Kunstforum, Wien[38],[39].
- 2024 : Biennale de Venise, Padiglione Centrale, Venise[40],[41],[42]
- 2025 : "Grayson Perry: Delusions of Grandeur", Wallace Collection, 2025[43],[44]
- 2025 : Power Station of Art, Shangai, "A Walk on the Wild Side: Artworks from the Collection de l’Art Brut and Elsewhere", 2025, (catalogue)[45]
- Le Grand Palais, Paris, "Art Brut, dans l'intimité d'une collection", la donation Decharme au centre Pompidou, 2025[46],[47]

#### Monographies
- Alain Bonfand, Jacqueline Porret-Forel, Guy Tossatto, Aloïse, La Différence, Paris, 1989.
- Jacqueline Porret-Forel, Aloïse et le théâtre de l'univers, Éditions d'Art Albert Skira, Genève, 1993.
- Jacqueline Porret-Forel & Jean Dubuffet, Aloïse, Fascicule de l’Art brut, no 7, Compagnie de l’Art Brut, Lausanne, 1966.
- Jacqueline Porret-Forel, La voleuse de mappemonde – Les écrits d’Aloïse, Éditions Zoé, 2004.

#### Articles
- Jean-Louis Ferrier, « Le monde ancien naturel d’autrefois », p. 108–117, in Les Primitifs du XXe siècle, Terrail, 1997.
- Jacqueline Porret-Forel, « Aloïse », in L'Œuf sauvage, no 9, 1994.
- (en) David Maclaglan, « Aloïse Corbaz – Raw Classics », Raw Vision, no 33, 2000.
- (en) Céline Muzelle, « The Art of Aloïse: a lone continent? », Raw Vision, no 76, 2012.

#### Ouvrages
- Hélène Becquelin, Isabelle Falconnier et Joëlle Moret (dir.) (préf. Grégoire Junod, ill. Hélène Becquelin), 100 femmes qui ont fait Lausanne : Dans les pas des pionnières, Lausanne, Éditions Antipodes, février 2021, 158 p. (ISBN 2-8890-1195-X).

#### Filmographie
- Muriel Edelstein, Sans Souci, l'Art d'Aloïse, 54 min, 2000
- Aloïse réalisé par Liliane de Kermadec, 1975. Ce film écrit par L. de Kermadec et André Téchiné est une adaptation pour le cinéma de la vie d'Aloïse Corbaz avec, dans le rôle-titre, Isabelle Huppert, puis Delphine Seyrig.